# Seat (stjärna)
Seat eller Pi Aquarii (π Aquarii, förkortat Pi Aqr, π Aqr) som är stjärnans Bayerbeteckning, är en dubbelstjärna belägen i den norra delen av stjärnbilden Vattumannen. Den har en genomsnittlig skenbar magnitud på 4,57 och är synlig för blotta ögat där ljusföroreningar ej förekommer. Baserat på parallaxmätning inom Hipparcosuppdraget på ca 4,2 mas, beräknas den befinna sig på ett avstånd på ca 780 ljusår (ca 240 parsek) från solen.

## Nomenklatur
Pi Aquarii kallades Seat av Grotius på 1700-talet, men namnet har sällan använts senare. I stjärnkatalogen i Al Achsasi al Mouakket-kalendern, betecknades stjärnan som Wasat al Achbiya, som översatts till latin som Media Tabernaculorum, vilket betyder "mitt hems lycka (tält)". Stjärnan var, tillsammans med Delta Aquarii (Sadachbia), Zeta Aquarii (Sadaltager/Achr al Achbiya) och Eta Aquarii (Hydria) Al Abiyah ( الأخبية ), Tältet.

## Egenskaper
Primärstjärnan Pi Aquarii A är en blå till vit underjättestjärna av spektralklass B1 III-IVe, som förbrukat förrådet av väte i dess kärna och är på väg att utvecklas till en jättestjärna. ”e”-suffixet anger att dess spektrum visar emissionslinjer av väte, vilket därmed kategoriserar den som en Be-stjärna. Den har en massa som är ca 11 gånger större än solens massa, en radie som är ca 6 gånger större än solens och utsänder från dess fotosfär ca 7 300 gånger mera energi än solen vid en effektiv temperatur av ca 27 100 K.
Pi Aquarii är ett dubbelstjärna med en omloppsperiod på 84,1 dygn. Primärstjärnan klassificeras som en Gamma Cassiopeiae-variabel och dess magnitud varierar från +4,45 till +4,71. Den dominerande variabilitetsperioden, 83,8 ± 0,8 dygn, är nästan densamma som omloppsperioden. Pi Aquarii har en god sannolikhet att bli en supernova i framtiden.